# Renfe série S-450
Les rames automotrices à deux niveaux S-450, desservent les banlieues des grandes villes espagnoles.
Elles sont dérivées des Z 2N (automotrices à deux niveaux de la SNCF), plus précisément les Z 20500.[réf. nécessaire] Ce sont des rames à deux niveaux et classe unique.

## Historique
La série est conçue par GEC Alsthom et construite en collaboration avec CAF sur le modèle des Z 20500 françaises de la SNCF.

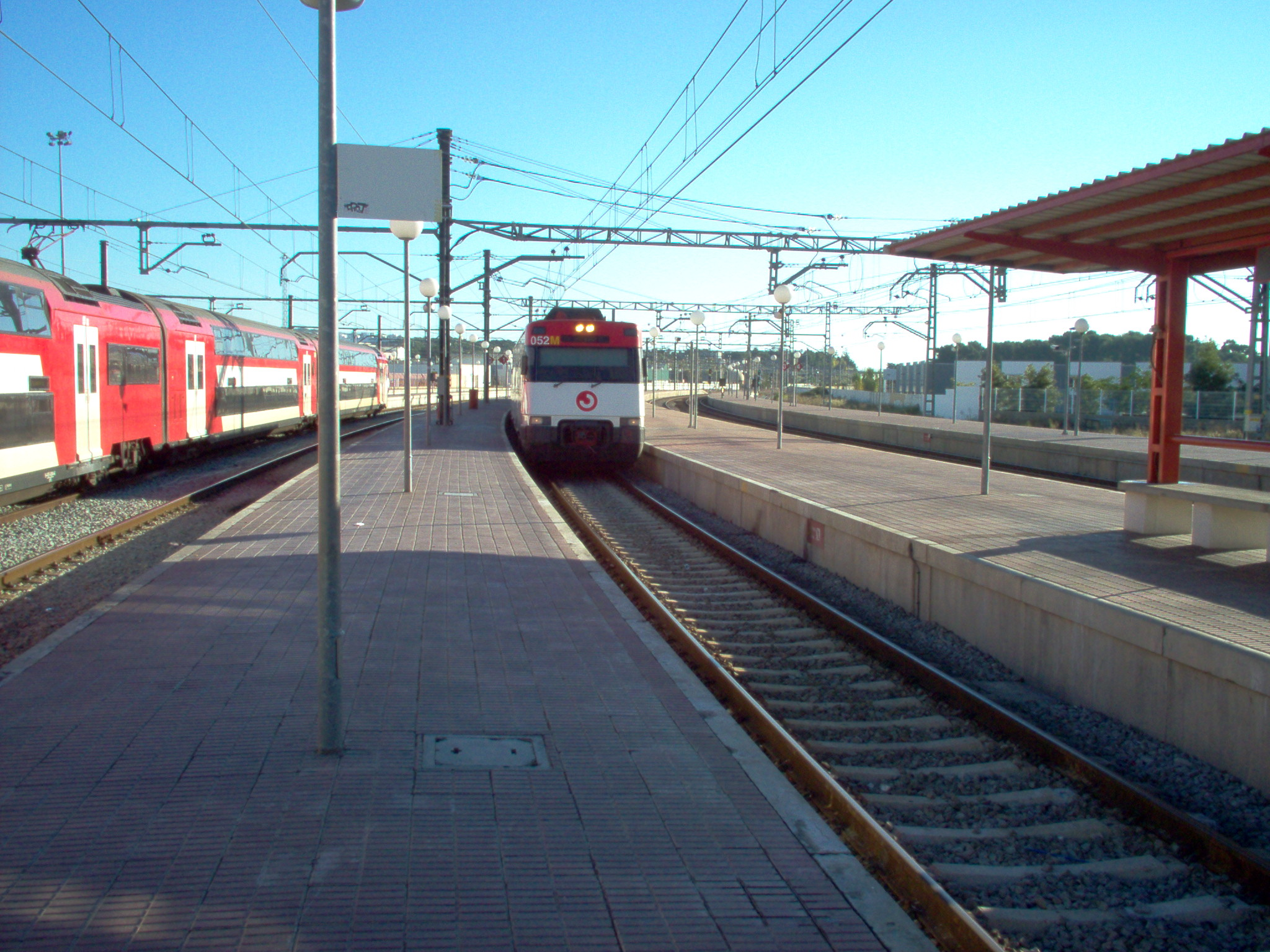
Rame UT 450 en gare

Les remorques ont été livrées en premier et ont circulé en rames de 4 voitures et une voiture pilote attelées à une locomotive 269.2. Les problèmes de fiabilité de ces machines ont conduit à la commande de remorques motorisées à cabine de conduite. La réception des motrices a permis ensuite de former des rames automotrices de deux motrices encadrant quatre voitures. Les voitures pilotes acquises pour les rames tractées ont été utilisées pour créer la série 451.
À cause des attentats du 11 mars 2004 à Madrid, 2 voitures de ces automotrices ont été détruites, ce qui fait que deux UT-450 sont composées de seulement 5 voitures au lieu de 6.

## Service
Ces automotrices ont été conçues pour les dessertes périurbaines Cercanías autour des grandes villes. Ces rames sont adaptées à des arrêts fréquents sur des lignes parfois exploitées intensivement.

## Livrées
La livrée blanche et rouge a subi connu une modernisation dans les mêmes couleurs, avec un rouge plus vif.

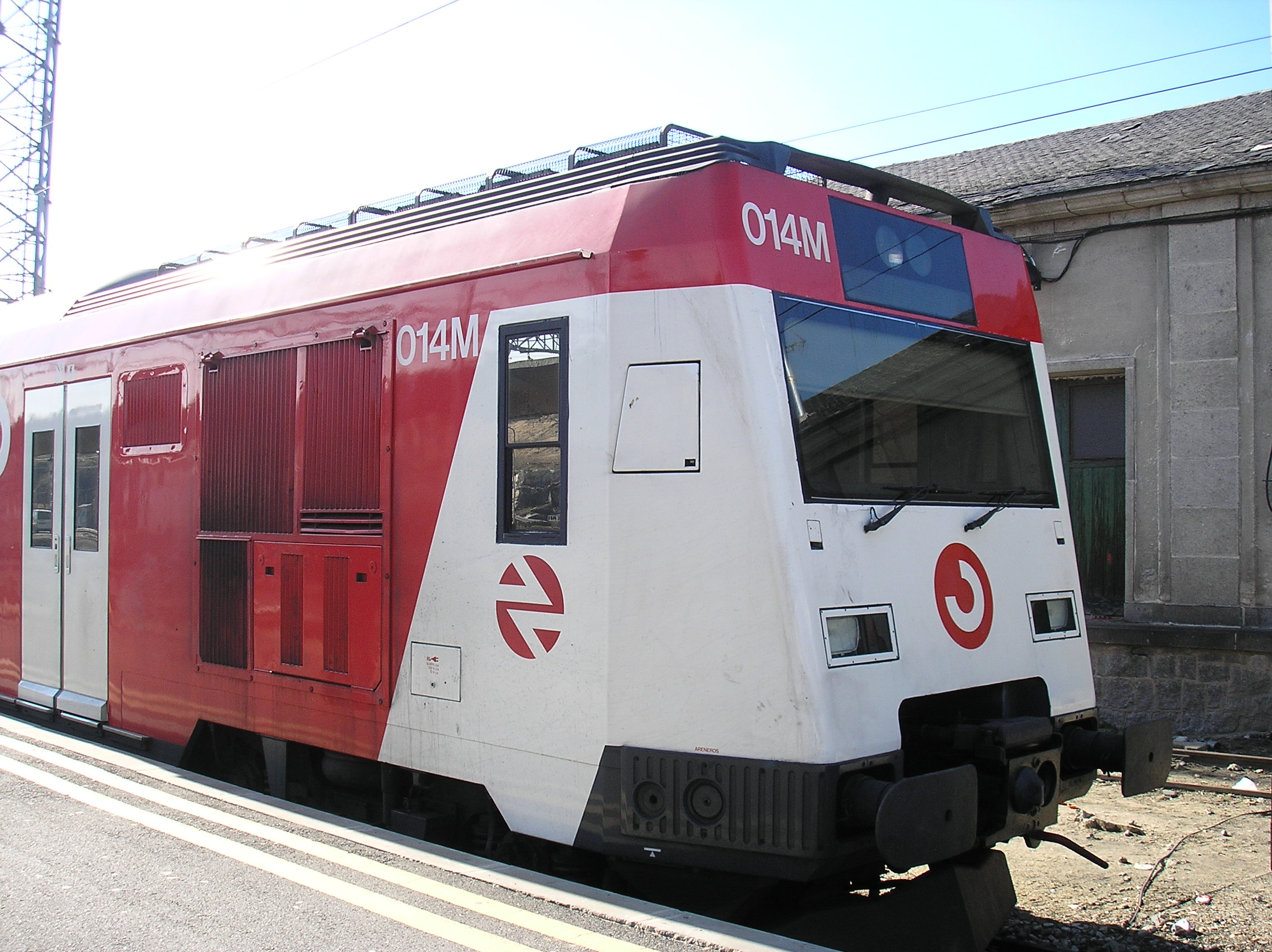
Première livrée
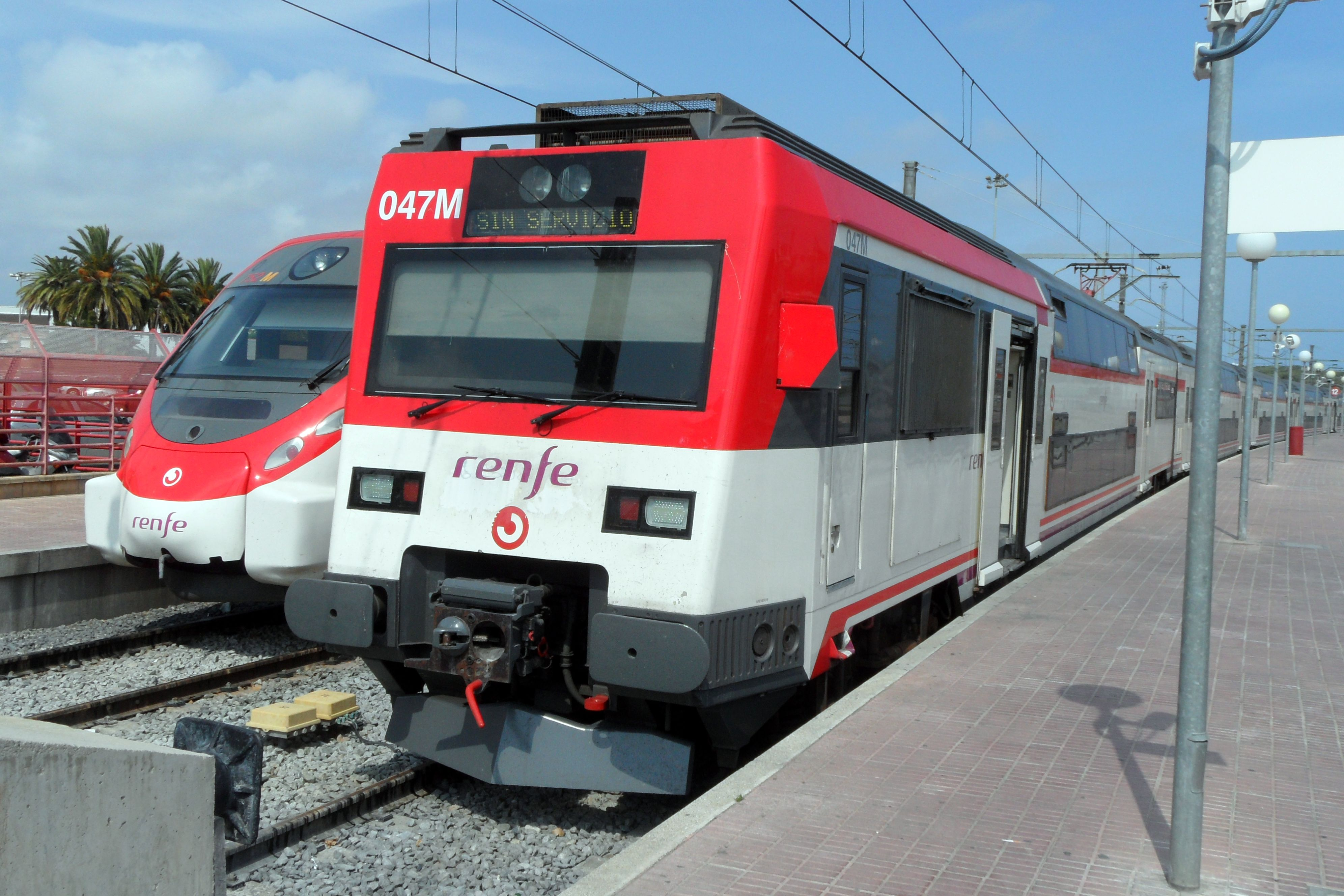
Livrée 2

## Conception
Basées sur les rames Z 2N, les rames sont composées de 3 caisses pour les S-451, 5 caisses pour les UT 450 et 6 caisses pour les S-450.

## Design
Leur aspect et agencement rappelle celui des Z 2N franciliennes notamment les Z 20500 et Z 20900. 
Les baies sont vitrées de façon continue et leur forme générale rappelle les deux dernières versions des Z 2N (Z 20500 et Z 20900)[réf. nécessaire].